# Czarlin
Czarlin is een plaats in het Poolse woiwodschap Pommeren, in de gemeente Tczew en telt 806 inwoners (2006). De plaats is gelegen aan de wegen DK22 en DK1.